# Nokia 3110 Evolve
De Nokia 3110 Evolve is een mobiele telefoon van het Finse bedrijf Nokia die is ontwikkeld in 2007. De Nokia 3110 Evolve is vergelijkbaar met de Nokia 3110 classic. Het verschil zit in stijl, geheugenruimte en geheugenfuncties.

## Kenmerken

### Telefoon
- Mobiele netwerken: EDGE, GPRS
- Frequentiebereik: 900MHz, 1800MHz, 1900MHz
- 1,3 megapixel camera
- Mogelijkheid voor Java spellen
- Flash Lite 2.0
- Bluetooth
- Infrarood
- USB 2.0-interface
- Wekker
- Agenda functie
- Timer
- Rekenmachine
- Taken
- FM-Radio
- MP3-speler die MP3, MP4, AAC, AAC +, -, eAAC +, -, H.263, H.264 en WMA-bestanden afspeelt.
- Geheugenkaartsleuf, max. 2 GB geheugenkaart.
- XHTML-browser functie

### Berichtfuncties
- Nokia Xpress audioberichten
- E-mail
- MMS
- SMS[1]

### PC functies
Met de Nokia Suite software is het mogelijk om de telefoon op een pc aan te sluiten via de USB interface, en inhoud tussen de twee over te brengen. Daarnaast kunnen ook back-ups gemaakt, gegevens gesynchroniseerd, en updates geïnstalleerd worden.

## Nadere informatie
- Gewicht 87 gram
- Volume van 72 cm³
- De afmetingen zijn 108,5 x 45,7 x 15,6 mm
- Spreektijd tot 4 uur
- Standby-tijd tot 370 uur
- Het scherm heeft 128 × 160 pixels, met 262.000 kleuren[1]